# Сенцово (Липецька область)
Сенцово (рос. Сенцово) — село у Липецькому районі Липецької області Російської Федерації.
Населення становить 2429  осіб. Належить до муніципального утворення Сенцовська сільрада.

## Історія
З 13 червня 1934 до 1954 року у складі Воронезької області. Відтак входить до складу Липецької області.
Згідно із законом від 2 липня 2004 року №114-оз органом місцевого самоврядування є Сенцовська сільрада.

## Населення
| 2010 | 2012  |
| ---- | ----- |
| 2198 | ↗2429 |